# Davallia canariensis
Davallia canariensis is een epifytische of lithofytische varen uit de familie Davalliaceae, afkomstig uit Spanje, Portugal, Macaronesië en Marokko.

## Naamgeving enetymologie
- Synoniemen: Trichomanes canariensis L. (1753), Polypodium lusitanicum L.

De botanische naam Davallia is een eerbetoon aan Edmund Davall (1763-1798), een Engelse plantenverzamelaar die in Zwitserland leefde en werkte. De soortaanduiding canariensis verwijst naar de vindplaats, de Canarische Eilanden.

## Kenmerken
Davallia canariensis is een varen met een tot 50 cm lang, kruipend en vertakt, bovengronds rizoom, bezet met glanzende, lancetvormige, tot 12 mm lange schubben met vliezige, gecilieerde randen. De bladen ontspringen apart maar met korte tussenafstanden uit het rizoom, met een bladsteel even lang als de bladschijf, aanvankelijk groen maar later roodbruin gekleurd. De bladschijf is breed driehoekig, drie- tot viermaal geveerd, onbehaard, met licht- tot donkergroene ovale tot lancetvormige deelblaadjes.
De sporenhoopjes staan langs de onderkant aan de rand van de bladslipjes en worden beschermd door bekervormige dekvliesjes.

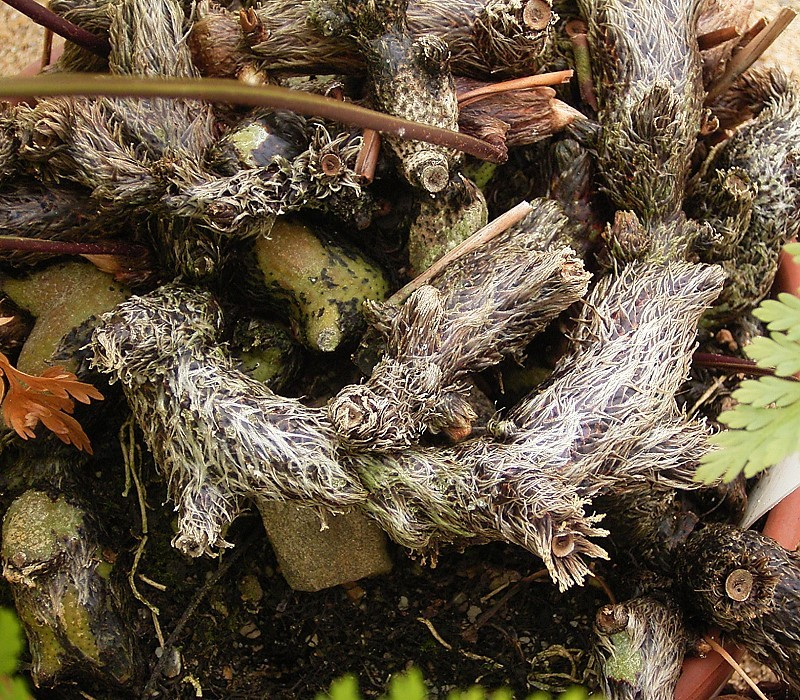
detail rizoom

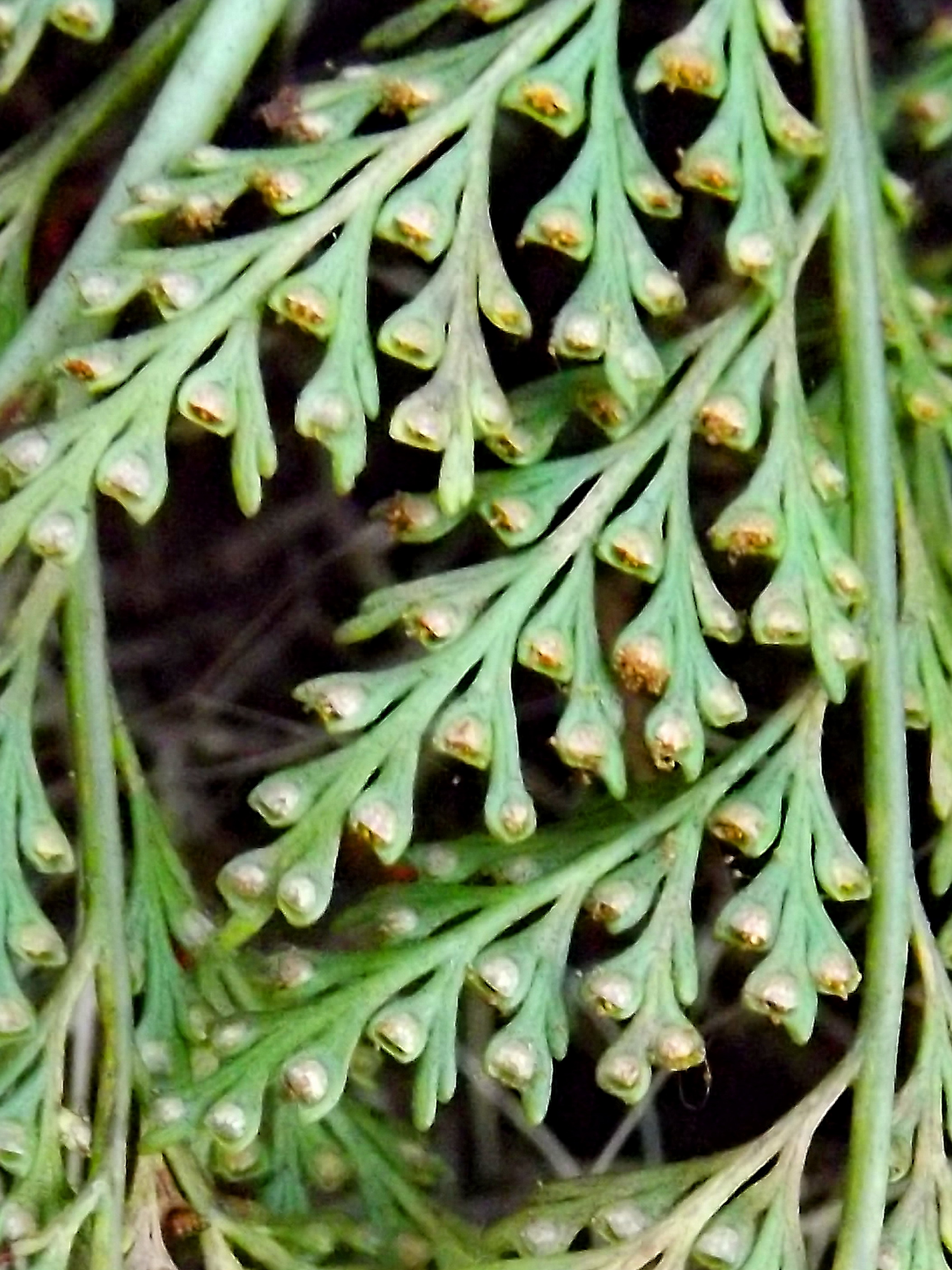
detail sporenhoopjes

## Habitaten verspreiding
Davallia canariensis is een lithofytische of epifytische varen die een voorkeur heeft voor warme en zonnige plaatsen op kwartsietrotsen of op bemoste bomen, vooral op eik, kurkeik, hulst en laurier. Zijn vlezige rizomen dienen als water- en voedselopslag en laten de plant toe langdurige droogte te overleven.
Hij komt voor op het Spaanse vasteland (Galicië, Asturië, Cádiz en Málaga), Noord-Portugal, de Canarische Eilanden, Madeira en de Azoren en in Marokko.